# FC Platanias
O Football Club Platanias ou FC Platanias é um clube profissional de futebol sediado em Platanias, Creta, Grécia.  Atualmente está na Superleague.
O clube teve uma ascensão meteórica nas divisões inferiores até a primeira divisão grega

## História
O AO Platanias, clube de uma vila no Oeste da ilha de Creta. em 1942–43 conseguiu uma final de copa na tradicional liga local de Talos, mas teve várias ausências como o goleiro Kouroupi Ladaki e Galanis, que passaram mal antes da partida, a derrota do Platanias na final, deu uma especial importância para o clube.
Os uniformes eram feitos de bandeiras que tinham sido vendidas per alemães, e residentes locais que traziam de aparelhos de academia para a vila de Maleme, que eram em sua totalidade das cores vermelhas, este fato trouxe os uniformes até hoje vermelhos da equipe.
Soldados alemães jogavam contra e a favor aos residentes da vila, e em 1945, os soldados saíram desfalcando o time local.
Em 1958, uma iniciativa de restabeleceu o clube, coube a Manolis Mathioulakis e o primeiro presidente o doutor Emmanuel Kallitsaki jogando na terceira liga local. Eles se tornaram membros da União de Futebol de Chania, maior cidade da região oeste de Creta. onde permaneceram até 1969. Em 1970 eles conseguiram jogaram pela primeira vez a liga local A.

## Títulos
- Delta Ethniki

Campeões (1): 2008–09
- Copa da Grécia:
  - Quartas: 2012–13